# Pteropus pohlei
Pteropus pohlei là một loài động vật có vú trong họ Dơi quạ, bộ Dơi. Loài này được Stein mô tả năm 1933.

## Hình ảnh